# فيكتوريا فورد
فيكتوريا فورد (بالإنجليزية: Victoria Forde)‏ هي ممثلة أمريكية، ولدت في 21 أبريل 1896 في نيويورك في الولايات المتحدة، وتوفيت في 24 يوليو 1964 في بيفرلي هيلز في الولايات المتحدة.

## وصلات خارجية
- فيكتوريا فورد على موقع IMDb (الإنجليزية)
- فيكتوريا فورد على موقع أول موفي (الإنجليزية)
- فيكتوريا فورد على موقع قاعدة بيانات الأفلام السويدية (السويدية)
- فيكتوريا فورد على موقع قاعدة بيانات الفيلم (الإنجليزية)
- فيكتوريا فورد على موقع كينوبويسك (الروسية)